# Легка атлетика на літніх Олімпійських іграх 2016 — біг на 110 метрів з бар'єрами (чоловіки)
Змагання з легкої атлетики в бігові на 110 метрів з бар'єрами серед чоловіків на літніх Олімпійських іграх 2016 відбуваються 15 і 16 серпня на Олімпійському стадіоні Жоао Авеланжа.

## Рекорди
Станом на 15 серпня 2016 світовий і олімпійський рекорди були такими:
| Світовий рекорд     | Ерієс Меррітт (USA) | 12.80 | Брюссель, Бельгія | 7 вересня 2012 |
| Олімпійський рекорд | Лю Сян (CHN)        | 12.91 | Афіни, Греція     | 27 серпня 2004 |

## Розклад змагань
Час місцевий (UTC−3).
| Дата                 | Час         | Раунд            |
| -------------------- | ----------- | ---------------- |
| Понеділок, 15 серпня | 20:40       | Попередні забіги |
| вівторок, 16 серпня  | 20:40 22:45 | Півфінали Фінал  |

## Результати

### Попередні забіги
У півфінали проходять перші четверо спортсменів з кожного забігу (Q), а також четверо найшвидших крім них (q).

#### Забіг 1
| місце | Спортсмен       | Країна           | Час   | Примітки |
| ----- | --------------- | ---------------- | ----- | -------- |
| 1     | Омар Маклеод    | Ямайка (JAM)     | 13.27 | Q        |
| 2     | Джефф Портер    | США (USA)        | 13.50 | Q        |
| 3     | Джеффрі Джалміс | Гаїті (HAI)      | 13.66 | Q        |
| 4     | Ентвон Гікс     | Нігерія (NGR)    | 13.70 | Q        |
| 5     | Єйсон Рівас     | Колумбія (COL)   | 13.84 |          |
| 6     | Ватару Ядзава   | Японія (JPN)     | 13.89 |          |
| 7     | Каме Алі        | Мадагаскар (MAD) | 14.89 | SB       |
| Н/Д   | Александер Джон | Німеччина (GER)  | Н/Д   | DSQ      |

#### Забіг 2
| місце | Спортсмен       | Країна          | Час   | Примітки |
| ----- | --------------- | --------------- | ----- | -------- |
| 1     | Орландо Ортега  | Іспанія (ESP)   | 13.32 | Q        |
| 2     | Балаж Байї      | Угорщина (HUN)  | 13.52 | Q        |
| 3     | Мілан Трайкович | Кіпр (CYP)      | 13.59 | Q        |
| 4     | Джонатан Кабрал | Канада (CAN)    | 13.63 | Q        |
| 5     | Хоаніс Портілья | Куба (CUB)      | 13.81 |          |
| 6     | Маттіас Бюлер   | Німеччина (GER) | 13.82 |          |
| 7     | Хайса Анусон    | Лаос (LAO)      | 14.40 |          |
| Н/Д   | Дьюс Картер     | Ямайка (JAM)    | Н/Д   | DSQ      |

#### Забіг 3
| місце | Спортсмен              | Країна                                | Час   | Примітки |
| ----- | ---------------------- | ------------------------------------- | ----- | -------- |
| 1     | Дімітрі Баску          | Франція (FRA)                         | 13.31 | Q        |
| 2     | Ендрю Поззі            | Велика Британія (GBR)                 | 13.50 | Q        |
| 3     | Ендрю Райлі            | Ямайка (JAM)                          | 13.52 | Q        |
| 4     | Жуан Вітор де Олівейра | Бразилія (BRA)                        | 13.63 | Q, SB    |
| 5     | Антоніо Алкана         | ПАР (RSA)                             | 13.64 | q        |
| 6     | Майкл Томас            | Тринідад і Тобаго (TTO)               | 13.68 |          |
| 7     | Едді Ловетт            | Американські Віргінські Острови (ISV) | 13.77 |          |
| Н/Д   | Петр Свобода           | Чехія (CZE)                           | Н/Д   | DSQ      |

#### Забіг 4
| місце | Спортсмен             | Країна                  | Час   | Примітки |
| ----- | --------------------- | ----------------------- | ----- | -------- |
| 1     | Констадінос Дувалідіс | Греція (GRE)            | 13.41 | Q        |
| 2     | Девон Аллен           | США (USA)               | 13.41 | Q        |
| 3     | Грегор Трабер         | Німеччина (GER)         | 13.50 | Q        |
| 4     | Йордан ОФаррілл       | Куба (CUB)              | 13.56 | Q        |
| 5     | Їдіель Контрерас      | Іспанія (ESP)           | 13.62 | q        |
| 6     | Роналд Форбс          | Кайманові Острови (CAY) | 14.67 |          |
| 7     | Азмад Хазер           | Ліван (LIB)             | 15.50 |          |
| Н/Д   | Вієм Белосян          | Франція (FRA)           | Н/Д   | DSQ      |

#### Забіг 5
| місце | Спортсмен              | Країна                | Час   | Примітки |
| ----- | ---------------------- | --------------------- | ----- | -------- |
| 1     | Ронні Еш               | США (USA)             | 13.31 | Q        |
| 2     | Паскаль Мартіно-Лагард | Франція (FRA)         | 13.36 | Q        |
| 3     | Ловренс Кларк          | Велика Британія (GBR) | 13.55 | Q        |
| 4     | Едер Антоніу Соуза     | Бразилія (BRA)        | 13.61 | Q, SB    |
| 5     | Дамян Чикер            | Польща (POL)          | 13.63 | q        |
| 6     | Мілан Ристич           | Сербія (SRB)          | 13.66 |          |
| 7     | Сє Веньцзюнь           | Китай (CHN)           | 13.69 |          |
| 8     | Секу Каба              | Канада (CAN)          | 13.70 |          |

#### Забіг 6 повторний
| місце | Спортсмен       | Країна           | Час   | Примітки |
| ----- | --------------- | ---------------- | ----- | -------- |
| 1     | Дьюс Картер     | Ямайка (JAM)     | 13.51 | q        |
| 2     | Єйсон Рівас     | Колумбія (COL)   | 13.87 |          |
| 3     | Ватару Ядзава   | Японія (JPN)     | 13.88 |          |
| 4     | Маттіас Бюлер   | Німеччина (GER)  | 13.90 |          |
| 5     | Александер Джон | Німеччина (GER)  | 14.13 |          |
| Н/Д   | Хоаніс Портілья | Куба (CUB)       | Н/Д   | DSQ      |
| Н/Д   | Каме Алі        | Мадагаскар (MAD) | Н/Д   | DNS      |
| Н/Д   | Хайса Анусон    | Лаос (LAO)       | Н/Д   | DNS      |

### Півфінали

#### Забіг 1
| Місце | Доріжка | Спортсмен       | Країна                | Час             | Примітки          |
| ----- | ------- | --------------- | --------------------- | --------------- | ----------------- |
| 1     | 7       | Орландо Ортега  | Іспанія (ESP)         | 13.32           | Q                 |
| 2     | 5       | Ронні Еш        | США (USA)             | 13.36           | Q                 |
| 3     | 2       | Дам'ян Чикер    | Польща (POL)          | 13.50           |                   |
| 4     | 6       | Балаж Байї      | Угорщина (HUN)        | 13.52           |                   |
| 5     | 4       | Ендрю Поззі     | Велика Британія (GBR) | 13.67           |                   |
| 6     | 3       | Дьюс Картер     | Ямайка (JAM)          | 13.69           |                   |
| 7     | 8       | Йордан ОФаррілл | Куба (CUB)            | 13.70           |                   |
| Н/Д   | 9       | Джеффрі Джалміс | Гаїті (HAI)           | Н/Д             | DSQ Правило 168.7 |
|       |         |                 |                       | Вітер: +0.5 m/s |                   |

#### Забіг 2
| Місце | Доріжка | Спортсмен              | Країна                | Час             | Примітки |
| ----- | ------- | ---------------------- | --------------------- | --------------- | -------- |
| 1     | 7       | Омар Маклеод           | Ямайка (JAM)          | 13.15           | Q        |
| 2     | 5       | Паскаль Мартіно-Лагард | Франція (FRA)         | 13.25           | Q        |
| 3     | 6       | Девон Аллен            | США (USA)             | 13.36           | q        |
| 4     | 9       | Джонатан Кабрал        | Канада (CAN)          | 13.41           | q        |
| 5     | 4       | Грегор Трабер          | Німеччина (GER)       | 13.43           |          |
| 6     | 8       | Ловренс Кларк          | Велика Британія (GBR) | 13.46           |          |
| 7     | 2       | Антоніо Алкана         | ПАР (RSA)             | 13.55           |          |
| 8     | 1       | Петр Свобода           | Чехія (CZE)           | 13.67           |          |
| 9     | 3       | Жуан Вітор де Олівейра | Бразилія (BRA)        | 13.85           |          |
|       |         |                        |                       | Вітер: −0.1 m/s |          |

#### Забіг 3
| Місце | Доріжка | Спортсмен             | Країна         | Час             | Примітки          |
| ----- | ------- | --------------------- | -------------- | --------------- | ----------------- |
| 1     | 5       | Дімітрі Баску         | Франція (FRA)  | 13.23           | Q                 |
| 2     | 8       | Мілан Трайкович       | Кіпр (CYP)     | 13.31           | Q                 |
| 3     | 4       | Джефф Портер          | США (USA)      | 13.45           |                   |
| 4     | 6       | Ендрю Райлі           | Ямайка (JAM)   | 13.46           |                   |
| 5     | 7       | Констадінос Дувалідіс | Греція (GRE)   | 13.47           |                   |
| 6     | 3       | Їдіель Контрерас      | Іспанія (ESP)  | 13.54           |                   |
| 7     | 2       | Ентвон Гікс           | Нігерія (NGR)  | 14.26           |                   |
| Н/Д   | 9       | Едер Антоніу Соуза    | Бразилія (BRA) | Н/Д             | DSQ Правило 168.7 |
|       |         |                       |                | Вітер: +0.3 m/s |                   |

### Фінал
| Місце | Доріжка | Спортсмен              | Країна        | Час                | Примітки |
| ----- | ------- | ---------------------- | ------------- | ------------------ | -------- |
| 1     | 5       | Омар Маклеод           | Ямайка (JAM)  | 13.05              |          |
| 2     | 7       | Орландо Ортега         | Іспанія (ESP) | 13.17              |          |
| 3     | 6       | Дімітрі Баску          | Франція (FRA) | 13.24              |          |
| 4     | 4       | Паскаль Мартіно-Лагард | Франція (FRA) | 13.29              |          |
| 5     | 3       | Девон Аллен            | США (USA)     | 13.31              |          |
| 6     | 2       | Джонатан Кабрал        | Канада (CAN)  | 13.40              |          |
| 7     | 8       | Мілан Трайкович        | Кіпр (CYP)    | 13.41              |          |
|       | 9       | Ронні Еш               | США (USA)     | DSQ Правило 168.7b |          |
|       |         |                        |               | Вітер: +0.2 m/s    |          |